# Steinau, Cuxhaven
Steinau là một đô thị ở huyện huyện Cuxhaven, trong bang Niedersachsen, nước Đức. Đô thị Steinau, Cuxhaven có diện tích 36,07 km².